# キムラケイサク
キムラケイサク(木村啓作) (1969年5月9日 - ) は日本のCGデザイナー、VFXアーティスト、ライター、イベント企画者。有限会社ティップス代表取締役、日本映画監督協会会員。

## 関わった作品

### スーパー戦隊シリーズ作品
- 特命戦隊ゴーバスターズ
- 獣電戦隊キョウリュウジャー
- 烈車戦隊トッキュウジャー
- 手裏剣戦隊ニンニンジャー
- 動物戦隊ジュウオウジャー
- 宇宙戦隊キュウレンジャー
- 快盗戦隊ルパンレンジャーVS警察戦隊パトレンジャー
- 王様戦隊キングオージャー
- 爆上戦隊ブンブンジャー

### 仮面ライダーシリーズ作品
- 仮面ライダードライブ
- 仮面ライダーエグゼイド
- 仮面ライダービルド
- 仮面ライダージオウ
- 仮面ライダーゼロワン
- 仮面ライダーセイバー
- 仮面ライダーリバイス
- 仮面ライダーギーツ
- 仮面ライダーガッチャード
- 仮面ライダーガヴ (特撮スーパーバイザー)

### 映画
- 地球防衛未亡人 (CG)[2]
- オービタル・クリスマス (特撮監督) [3]
- シリーズ怪獣区 ギャラス (VFX)[4]
- レガシー・イン・オービット (脚本・監督・VFX) [5]

### TVドラマ
- 藤子・F・不二雄SF短編ドラマシーズン2｢鉄人をひろったよ」 (脚本・演出・VFX)[6]

- 藤子・F・不二雄SF短編ドラマシーズン3｢みどりの守り神 前編・後編」 (脚本・演出・VFX)[7]

### TVアニメ
- ポプテピピック第二シーズン 1話OP,12話実写特撮パート (VFXディレクター)[8]

### 商品PV
- 「S.J.H.U. PROJECT シン・ユニバースロボ」商品PV (CG・合成)[9]

## 受賞
- Indie Short Fest (Los Angels International Film Festival) 2021: Best Visual FX (Orbital Christmas)[10]

## 著作
- アニソンバカ一代[11]